# Zwitserse Bondsraadsverkiezingen 1861
De Zwitserse Bondsraadsverkiezingen van 1861 vonden plaats op 30 juli 1861, volgend op het overlijden van het zittende Bondsraadslid Jonas Furrer op 25 juli 1861.
Jakob Dubs uit het kanton Zürich werd als nieuw lid van de Bondsraad verkozen.

## Verloop van de verkiezingen
Jonas Furrer, afkomstig uit het kanton Zürich, overleed op 25 juli 1861 in Bad Ragaz (kanton Sankt Gallen) op 56-jarige leeftijd. Furrer was bij de oprichting van de Bondraad in 1848 verkozen als eerste lid van de Bondraad.
Tegen het einde van de maand, op 30 juli 1861, kwam de Bondsvergadering samen om een opvolger voor Furrer te benoemen. Jakob Dubs, die eveneens van het kanton Zürich afkomstig was en op dat moment lid was van de Kantonsraad, werd reeds in de eerste stemronde verkozen als Bondsraadslid. Dubs behaalde 90 stemmen, terwijl de vereiste absolute meerderheid 63 stemmen bedroeg. Zijn belangrijkste tegenstander, Kantonsraadslid en voormalig burgemeester van Zürich Paul Karl Eduard Ziegler behaalde 13 stemmen.

## Resultaten
| Kandidaten                | Kandidaten                | 1e ronde |
| ------------------------- | ------------------------- | -------- |
|                           | Jakob Dubs                | 90       |
|                           | Paul Karl Eduard Ziegler  | 13       |
| Andere                    | Andere                    | 21       |
| Uitgedeelde stembiljetten | Uitgedeelde stembiljetten | 135      |
| Ingevulde stembiljetten   | Ingevulde stembiljetten   | 135      |
| Blancostemmen             | Blancostemmen             | 11       |
| Ongeldige stemmen         | Ongeldige stemmen         | 0        |
| Geldige stemmen           | Geldige stemmen           | 124      |
| Absolute meerderheid      | Absolute meerderheid      | 63       |